# Belle Vue (Choiseul)
Belle Vue es una localidad de Santa Lucía, que forma parte del distrito de Choiseul.